# Coriaria ruscifolia
Coriaria ruscifolia är en tvåhjärtbladig växtart. Coriaria ruscifolia ingår i släktet Coriaria, och familjen Coriariaceae.

## Underarter
Arten delas in i följande underarter:
- C. r. microphylla
- C. r. ruscifolia